# Jens Petter Hauge
Jens Petter Hauge (Bodø, 12 oktober 1999) is een Noors voetballer die in het seizoen 2023/24 bij Eintracht Frankfurt speelt. Hauge is een aanvaller die bij voorkeur als linksbuiten speelt.

## Clubcarrière
Hauge is een jeugdproduct van FK Bodø/Glimt. Op 13 april 2016 maakte hij zijn officiële debuut in het eerste elftal tijdens de bekerwedstrijd tegen IF Fløya. Hauge viel in de 64e minuut en had 21 minuten later een hattrick op zijn naam staan. Tien dagen later mocht hij ook in de competitie zijn debuut maken: tegen Strømsgodset IF viel hij in de 78e minuut in voor Thomas Jacobsen. Hauge debuteerde in zijn debuutseizoen uit de Eliteserien met Bodø/Glimt, maar een jaar later keerde de club al terug naar de Noorse hoogste divisie. Van augustus tot december 2018 speelde Hauge op huurbasis bij Aalesunds FK in de OBOS-ligaen. Daarna werd hij weer een vaste waarde bij Bodø/Glimt.
In het seizoen 2020 scoorde Hauge veertien goals in achttien wedstrijden voor Bodø/Glimt, waarmee hij tweede eindigde in de topschuttersstand. Het leverde hem buitenlandse interesse op van sc Heerenveen en Cercle Brugge. Op 1 oktober 2020 kondigde AC Milan echter aan dat Hauge een contract voor vijf seizoenen had ondertekend bij hen. Milan legde vijf miljoen euro op tafel voor Hauge, die een week eerder met Bodø/Glimt nog scoorde tegen Milan in de Europa League. In diezelfde Europa League-campagne scoorde Hauge in het shirt van Milan in de groepsfase tegen Celtic FC (op de eerste en vijfde speeldag) en Sparta Praag.
Hauge speelde in zijn eerste seizoen bij Milan 24 officiële wedstrijden, maar wel slechts zes als basisspeler. Slechts één keer mocht hij de negentig minuten volmaken. Na één seizoen werd hij al gelinkt aan VfL Wolfsburg en Eintracht Frankfurt. Het was uiteindelijk Eintracht Frankfurt dat hem in augustus 2021 op huurbasis binnenhaalde.
In augustus van 2022 besloot Hauge een huurcontract bij KAA Gent te tekenen. Ondanks interesse van andere ploegen gaf het vooruitzicht van de Europa League de doorslag voor zijn keuze. KAA Gent was dan weer bijzonder tevreden dat ze een vervanger hadden gevonden voor de uitgevallen Marokkaanse international Tarik Tissoudali, die een gelijkaardig profiel als Hauge heeft.

## Clubstatistieken
| Seizoen | Club                  | Land               | Competitie  | Competitie | Competitie | Beker | Beker | Internationaal | Internationaal | Totaal | Totaal |
| Seizoen | Club                  | Land               | Competitie  | Wed.       | Dlp.       | Wed.  | Dlp.  | Wed.           | Dlp.           | Wed.   | Dlp.   |
| ------- | --------------------- | ------------------ | ----------- | ---------- | ---------- | ----- | ----- | -------------- | -------------- | ------ | ------ |
| 2016    | FK Bodø/Glimt         | Vlag van Noorwegen | Eliteserien | 20         | 1          | 4     | 4     | —              | —              | 24     | 5      |
| 2017    | FK Bodø/Glimt         | Vlag van Noorwegen | OBOS-ligaen | 28         | 2          | 0     | 0     | —              | —              | 28     | 2      |
| 2018    | FK Bodø/Glimt         | Vlag van Noorwegen | Eliteserien | 11         | 0          | 4     | 2     | —              | —              | 15     | 2      |
| 2018    | → Aalesunds FK        | Vlag van Noorwegen | OBOS-ligaen | 6          | 0          | 0     | 0     | —              | —              | 6      | 0      |
| 2019    | FK Bodø/Glimt         | Vlag van Noorwegen | Eliteserien | 28         | 7          | 1     | 2     | —              | —              | 29     | 9      |
| 2020    | FK Bodø/Glimt         | Vlag van Noorwegen | Eliteserien | 18         | 14         | 0     | 0     | 3              | 3              | 21     | 17     |
| 2020/21 | AC Milan              | Vlag van Italië    | Serie A     | 18         | 2          | 1     | 0     | 5              | 3              | 24     | 5      |
| 2021/22 | → Eintracht Frankfurt | Vlag van Duitsland | Bundesliga  | 18         | 2          | 0     | 0     | 6              | 1              | 24     | 3      |
| Totaal  | Totaal                | Totaal             | Totaal      | 147        | 28         | 10    | 8     | 14             | 7              | 171    | 43     |

Bijgewerkt op 15 maart 2022.

## Interlandcarrière
Hauge maakte op 11 oktober 2020 zijn interlanddebuut voor Noorwegen in een Nations League-wedstrijd tegen Roemenië (4-0-winst), waarin hij vijf minuten voor tijd inviel voor Mohamed Elyounoussi.
| Interlands van Jens Petter Hauge | Interlands van Jens Petter Hauge | Interlands van Jens Petter Hauge | Interlands van Jens Petter Hauge | Interlands van Jens Petter Hauge | Interlands van Jens Petter Hauge | Interlands van Jens Petter Hauge |
| No.                              | Datum                            | Wedstrijd                        | Uitslag                          | Soort Wedstrijd                  | Doelpunten                       |                                  |
| Als speler bij AC Milan          | Als speler bij AC Milan          | Als speler bij AC Milan          | Als speler bij AC Milan          | Als speler bij AC Milan          | Als speler bij AC Milan          | Als speler bij AC Milan          |
| -------------------------------- | -------------------------------- | -------------------------------- | -------------------------------- | -------------------------------- | -------------------------------- | -------------------------------- |
| 1.                               | 11 oktober 2020                  | Noorwegen – Roemenië             | 4 – 0                            | UEFA Nations League 2020/21      | -                                |                                  |
| 2.                               | 24 maart 2021                    | Gibraltar – Noorwegen            | 0 – 3                            | Kwalificatie WK 2022             | -                                |                                  |
| 3.                               | 2 juni 2021                      | Noorwegen – Luxemburg            | 1 – 0                            | Vriendschappelijk                | -                                |                                  |
| 4.                               | 1 september 2021                 | Noorwegen – Nederland            | 1 – 1                            | Kwalificatie WK 2022             | -                                |                                  |
| 5.                               | 4 september 2021                 | Letland – Noorwegen              | 0 – 2                            | Kwalificatie WK 2022             | -                                |                                  |
| 6.                               | 8 oktober 2021                   | Turkije – Noorwegen              | 1 – 1                            | Kwalificatie WK 2022             | -                                |                                  |
| 7.                               | 11 oktober 2021                  | Noorwegen – Montenegro           | 2 – 0                            | Kwalificatie WK 2022             | -                                |                                  |
| 8.                               | 16 november 2021                 | Nederland – Noorwegen            | 2 – 0                            | Kwalificatie WK 2022             | -                                |                                  |
| Totaal                           | Totaal                           | Totaal                           | Totaal                           | Totaal                           | -                                |                                  |

Bijgewerkt tot 15 maart 2022